# Brachycope anomala
Brachycope anomala е вид птица от семейство Ploceidae, единствен представител на род Brachycope.

## Разпространение
Видът е разпространен в Камерун, Централноафриканската република, Демократична република Конго и Република Конго.